# Blaesoxipha enotah
Blaesoxipha enotah är en tvåvingeart som beskrevs av Thomas Pape 1994. Blaesoxipha enotah ingår i släktet Blaesoxipha och familjen köttflugor. Inga underarter finns listade i Catalogue of Life.